# Kruipwilgtakbladwesp
De kruipwilgtakbladwesp (Euura weiffenbachii) is een vliesvleugelig insect uit de familie van de bladwespen (Tenthredinidae). De wetenschappelijke naam van de soort is voor het eerst geldig gepubliceerd in 1988 door Ermolenko.